# Гергель, Владимир Пименович
Владимир Пименович Гергель (17 октября 1939, Днепропетровск — 12 октября 2018, Днепропетровск) — советский и украинский шахматист и шахматный тренер, мастер ФИДЕ (1999), международный арбитр.

## Биография
Играть в шахматы научился в 1952 году в пионерском лагере Завода металлургического оборудования, находившегося на месте нынешнего Парка имени Володи Дубинина. Затем записался в шахматную секцию Дворца пионеров, тренировался у кандидата в мастера спорта Юрия Михайловича Каема. В 1955 году, победив на командном чемпионате города, стал перворазрядником. Учился на физико-техническом факультете в Днепропетровском государственном университете, который успешно окончил в 1961 году, был чемпионом университета. В 1962 году стал кандидатом в мастера спорта, в 1969 выполнил норму мастера спорта СССР.
После окончания университета по распределению поехал работать старшим инженером грузовой службы в Кустанайскую область Казахской ССР. Стал чемпионом Казахской железной дороги, участником финала чемпионата Казахской ССР.
Вернулся в Днепропетровск в 1966 году и сразу начал работать тренером-инструктором городского шахматного клуба. По вечерам вёл секцию шахмат во Дворце культуры железнодорожников.
Более 30 лет Выступал за спортивное общество «Локомотив». В составе команды Приднепровской железной дороги становился чемпионом центрального совета ДСО «Локомотив», вторым призёром первенства железнодорожников СССР. В 1967 году в Одессе разделил 2—3 места, а в 1975 стал чемпионом республиканского совета ДСО «Локомотив».
Трижды участвовал в финалах первенств ДСО профсоюзов (в 1971 и 1973 годах в Ленинграде и в 1975 году в Ярославле).
В 1976 году в составе сборной Днепропетровской области стал серебряным призёром командного чемпионата УССР.
Пять раз (в 1974, 1975, 1980, 1981, 1997 годах) побеждал в чемпионатах Днепропетровской области. В 2003 году в составе команды вместе с мастером В. Школой стал победителем командного чемпионата Днепропетровской области среди спортивных клубов. 
В 1970 году разделил 4—6 места в открытом чемпионате Армянской ССР.
Регулярно играл на турнирах Czech Open в Пардубице, где часто становился призёром рейтинговых турниров.
Участник чемпионатов мира по шахматам среди ветеранов.
Тренировал шахматистов в ДЮСШ-9 с 1980 по 2006 год и в ДЮСШ-10 с 2007 года. Среди его учеников гроссмейстеры А. И. Фоминых, Г. М. Гутман, Д. А. Кононенко, международные мастера А. В. Репринцев, И. Е. Варицкий, Е. Л. Трипольский, мастера ФИДЕ С. Шилов, А. Качур. Под его руководством сборная Днепропетровской области становилась серебряным призёром IV Спартакиады УССР в 1966 году в Днепропетровске и VII Спартакиады УССР в 1977 году в Сумах.
Являлся арбитром международной категории, участвовал в судействе множества международных турниров, Всемирной детской Олимпиады, двух зональных турниров, нескольких чемпионатов Украины (взрослых и юношеских), а также других турниров. Исполнял обязанности тренера-секунданта, например у С. Г. Анапольского, когда тот в 1991 году стал чемпионом СССР среди кадетов на турнире в Алма-Ате.
C 2001 по 2006 год являлся председателем национальной коллегии шахматных судей Украины, членом исполнительного комитета Федерации шахмат Украины, 25 лет был председателем городской и заместителем председателя Днепропетровской областной шахматной федераций. В декабре 2012 года открывал праздничное мероприятие в честь 50-летия шахматно-шашечного клуба имени И. С. Уриха.
Проводятся мемориалы по блиц-шахматам, посвящённые его памяти.